# Myrspindling
Myrspindling (Cortinarius scaurus) är en svampart. Myrspindling ingår i släktet Cortinarius och familjen spindlingar.  Arten är reproducerande i Sverige.

## Underarter
Arten delas in i följande underarter:
- scaurus
- herpeticus